# Local Government Areas in Western Australia
Es gibt 142 selbständige Verwaltungsbezirke (Local Government Areas, LGA) in Western Australia, einschließlich der Weihnachtsinsel und den Kokosinseln. Sie sind in dem Dachverband Western Australian Local Government Association organisiert, der ihre Interessen vertritt und unterstützt, selbst aber keine Regierungskörperschaft darstellt. Mandat und Aufgaben der Local Governments sind in einem Gesetz von 1995 (Local Government Act 1995) geregelt.
Diese Verwaltungsbezirke können sich sowohl auf städtische als auch auf ländliche Gebiete erstrecken. Zur Charakterisierung werden daher die Namenszusätze City für urbane Areale, Shire für ländliche Regionen oder Town für kleinere selbstverwaltete Städte vergeben.
Eine Local Government Area kann das Zentrum einer Metropole umfassen; einziges Beispiel in Westaustralien ist Perth City. Die Vorstädte der Metropolregion Perth werden von insgesamt 30 Local Governments verwaltet. Einige davon erfassen komplette Stadtteile von Perth, die mit der Innenstadt zusammengewachsen sind, zum Beispiel Bayswater City. Andere, beispielsweise die Swan City, fassen zahlreiche kleinere Trabantenstädtchen innerhalb einer historisch gewachsenen geografischen Region zu einer Einheit zusammen.
Bei kleineren und mittleren Städten in Westaustralien wird häufig das rurale Umland mit erfasst (Beispiele: Broome Shire, Exmouth Shire).
Es gibt Local Government Areas, die außer einem kleinen Ort (Verwaltungssitz) nur Buschland und Küsten erfassen, beispielsweise die Shark Bay Shire.

Karte der LGAs (Stand 2010)

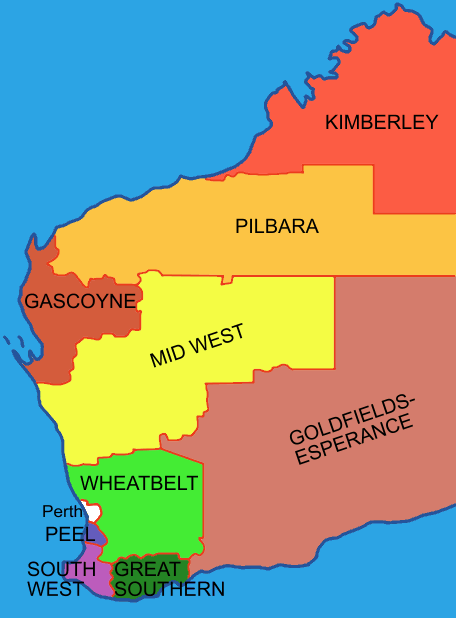
Die LGAs gruppieren sich zu Regionen

| - Albany City - Armadale City - Ashburton Shire - Augusta-Margaret River Shire - Bassendean Town - Bayswater City - Belmont City - Beverley Shire - Boddington Shire - Boyup Brook Shire - Bridgetown-Greenbushes Shire - Brookton Shire - Broome Shire - Bruce Rock Shire - Bunbury City - Busselton Shire - Cambridge Town - Canning City - Capel Shire - Carnamah Shire - Carnarvon Shire - Chapman Valley Shire - Chittering Shire - Claremont Town - Cockburn City - Collie Shire - Coolgardie Shire - Coorow Shire - Corrigin Shire - Cottesloe Town - Cranbrook Shire - Cuballing Shire - Cue Shire - Cunderdin Shire - Dalwallinu Shire - Dandaragan Shire - Dardanup Shire - Denmark Shire - Derby-West Kimberley Shire - Donnybrook-Balingup Shire - Dowerin Shire - Dumbleyung Shire - Dundas Shire - East Fremantle Town - East Pilbara Shire | - Esperance Shire - Exmouth Shire - Fremantle City - Gingin Shire - Gnowangerup Shire - Goomalling Shire - Gosnells City - Greater Geraldton City - Halls Creek Shire - Harvey Shire - Irwin Shire - Jerramungup Shire - Joondalup City - Kalamunda City - Kalgoorlie-Boulder City - Karratha City - Katanning Shire - Kellerberrin Shire - Kent Shire - Kojonup Shire - Kondinin Shire - Koorda Shire - Kulin Shire - Kwinana City - Lake Grace Shire - Laverton Shire - Leonora Shire - Mandurah City - Manjimup Shire - Meekatharra Shire - Melville City - Menzies Shire - Merredin Shire - Mingenew Shire - Moora Shire - Morawa Shire - Mosman Park Town - Mount Magnet Shire - Mount Marshall Shire - Mukinbudin Shire - Mundaring Shire - Murchison Shire - Murray Shire - Nannup Shire - Narembeen Shire | - Narrogin Shire - Nedlands City - Ngaanyatjarraku Shire - Northam Shire - Northampton Shire - Nungarin Shire - Peppermint Grove Shire - Perenjori Shire - Perth City - Pingelly Shire - Plantagenet Shire - Port Hedland Town - Quairading Shire - Ravensthorpe Shire - Rockingham City - Sandstone Shire - Serpentine-Jarrahdale Shire - Shark Bay Shire - South Perth City - Stirling City - Subiaco City - Swan City - Tammin Shire - Three Springs Shire - Toodyay Shire - Trayning Shire - Upper Gascoyne Shire - Victoria Park Town - Victoria Plains Shire - Vincent City - Wagin Shire - Wandering Shire - Wanneroo City - Waroona Shire - West Arthur Shire - Westonia Shire - Wickepin Shire - Williams Shire - Wiluna Shire - Woodanilling Shire - Wyalkatchem Shire - Wyndham-East Kimberley Shire - Yalgoo Shire - Yilgarn Shire - York Shire |

Ehemalige LGA
- Geraldton-Greenough City
- Mullewa Shire
- Narrogin Town